# ナイジェル・コールダー
ナイジェル・コールダー（Nigel Calder 1931年12月2日 - 2014年6月25日）はイギリスのサイエンスライターである。コールダーは1956年から1966年までニュー・サイエンティストで執筆した。1962年から1966年までは編集者であった。
それ以降、彼は独立した作家かつテレビの脚本家として働いてきた。13の主要なドキュメンタリーとBBCの4チャンネル(ロンドン)でポピュラーサイエンスを題材にしたシリーズ放送を着想し脚本を書いてきた。書籍も付随した。
1972年、ユネスコから科学の普及の貢献に対してカリンガ賞を受賞した。
2004年、彼のオックスフォード・サイエンス・ガイド(原題はMagic Universe - the Oxford Guide to Modern Science)が科学書籍のためのアベンティス賞の最終選考に残った。
ナイジェル・コールダーは後のリッチー・ピーター・カルダー卿の息子で、歴史学者のアンガス・カルダーの兄で、シモン・カルダーの父である。
彼の他の子供達はサラ(ビジネスライター)、ペニー(美術館ライターでコンサルタント)、ジョー(IT企業に勤務)、そしてケイト(広報コンサルタント)である。
彼の妻のリッツは著作権代理人で、ロンドン商工会議所の言語教育に関するアドバイザーである。